# Brandenburg (Schiff, 1994)
Die Brandenburg ist eine Fregatte der Deutschen Marine der Brandenburg-Klasse. Sie ist das Typschiff dieser Klasse und nach dem Bundesland Brandenburg benannt.

## Geschichte
Als Ersatz für die veralteten Zerstörer der Hamburg-Klasse wurde die Brandenburg als erste von vier neuen Fregatten im Februar 1992 auf Kiel gelegt und lief bereits im August desselben Jahres vom Stapel. Die Schiffstaufe nahm Ingrid Stolpe, die Ehefrau des damaligen brandenburgischen Ministerpräsidenten Manfred Stolpe, vor. Nach Erprobung des Schiffes erfolgte die Indienststellung am 14. Oktober 1994. Es wurde zunächst dem 6. Fregattengeschwader und nach der Neugruppierung im Jahr 2006 dem 2. Fregattengeschwader in Wilhelmshaven unterstellt.
Nach der Deutschen Wiedervereinigung war die Brandenburg das erste Schiff der Deutschen Marine, das auf den Namen eines der neuen Bundesländer getauft wurde.
Traditionell werden größere deutsche Marineeinheiten nach Bundesländern oder Städten benannt. Auch in der kaiserlichen Marine erhielt ein Linienschiff diesen Namen.
2010 nahm die Brandenburg gemeinsam mit der Fregatte Niedersachsen, dem Einsatzgruppenversorger Frankfurt am Main und dem Munitionstransporter Westerwald am Einsatz- und Ausbildungsverband 2010 teil. Dabei war sie auch Teilnehmer am deutsch-südafrikanischen Flugkörperschießen GOOD HOPE IV. Des Weiteren waren die Einheiten des EAV 2011 auch vorübergehend in die Operation Active Endeavour eingebunden.

### Einsätze
- Die Brandenburg nahm bisher an zahlreichen Einsätzen teil, u. a. an der UNIFIL-Mission vor der libanesischen Küste[3] und 2009 an der EU-Mission Atalanta vor Afrika. Während dieses Einsatzes begleitete die Brandenburg das zuvor von Piraten gekaperte Containerschiff Hansa Stavanger nach seiner Freilassung in den Hafen von Mombasa Kenia.[4]
- Ende Februar 2011 bekam der Einsatzausbildungsverband 2011, bestehend aus der Brandenburg, der Fregatte Rheinland-Pfalz und dem Einsatzgruppenversorger Berlin den Marschbefehl zur Küste Libyens, um bei der Evakuierung deutscher Staatsbürger zu helfen.[5] Anschließend evakuierte der Verband im Rahmen der Humanitären Hilfsaktion für Tunesien am 5. März 2011 mehrere hundert, aus Libyen geflohene, ägyptische Staatsbürger aus dem Hafen von Gabès (Tunesien) nach Alexandria (Ägypten).[6]
- Vom März bis August 2014 war die Brandenburg unter Kommando von Fregattenkapitän Gerald Liebich erneut an der Operation EUNAVFOR Atalanta am Horn von Afrika beteiligt. Sie diente dabei dem Force Commander Flottillenadmiral Jürgen zur Mühlen als Flaggschiff.[7][8]
- Am 20. September 2016 übergab Fregattenkapitän Ivo Schneider das Kommando über die Brandenburg an Fregattenkapitän Christian Scherrer.[9] Fregattenkapitän Schneider hatte die Brandenburg seit dem 25. September 2014 geführt.[10]
- Am 20. März 2017 lief die Brandenburg in Wilhelmshaven aus, um die Fregatte Sachsen in der Standing Nato Maritime Group 2 abzulösen. Die Übergabe von Sachsen auf Brandenburg erfolgte am ersten Aprilwochenende im Hafen von Souda auf Kreta.[11] Sie diente ab diesem Zeitpunkt dem Kommandeur Flottillenadmiral Axel Deertz und seinem multinationalen Stab als Flaggschiff.[12] Am Ostermontag, den 17. April 2017 kollidierte die Brandenburg beim Auslaufen aus Piräus mit einer Hafenmole. Dabei wurde die Ruderanlage und eine Schiffsschraube beschädigt. Der griechischen Schlepper Christos XVII begleitete die Fregatte zum Marinehafen und Schwimmdock nach Paloukia auf der Insel Salamis.[13] Am 22. Mai 2017 konnte die Fregatte nach erfolgter Instandsetzung wieder ihre Patrouillentätigkeit aufnehmen. Ab 4. Juli 2017 diente die Brandenburg nach Kommandoübergabe von Deertz an einen britischen Commodore nicht mehr als Flaggschiff.[14]